# Ratno profiterstvo
Ratno profiterstvo je izraz koji opisuje aktivnosti kojima je korištenje rata, odnosno ratom stvorenih političkih i ekonomskih okolnosti, kako bi se steklo bogatstvo i materijalna korist, i to u pravilu na način suprotan zakonu, običajima, osnovnim etičkim normama ili na račun žrtava rata i širokih slojeva stanovništva kojih su zbog njih izloženi siromaštvu i drugim oblicima stradanja.
Kroz povijest su postojali razni oblici ratnog profiterstva, a materijalna korist nastala ratom se često navodi kao jedan od glavnih motiva za pokretanje, odnosno poduzimanje rata. Pod time se, međutim, najčešće ne podrazumijeva pljačka neposredno vezana uz ratne operacije; izraz "ratno profiterstvo" umjesto najčešće podrazumijeva aktivnosti u "pozadini", odnosno aktivnosti pojedinaca i institucija koje koriste ratne okolnosti kako bi se brzo obogatili kroz aktivnosti koje na prvi pogled izgledaju "legitimnim". Kao klasičan primjer ratnog profiterstva navodi se trgovina hranom i drugim nužnim namirnicama, uz korištenje ratnih okolnosti kao izgovora za enormno povećanje cijena u maloprodaji. U širem smislu ratnim profiterima mogu se smatrati pojedinci i poduzeća koji ratne okolnosti koriste kako bi ishodili lukrativne ugovore o javnoj nabavi, odnosno nametnule monopol na određenom tržištu.
Hrvatska je 2010. ustavnim promjenama izrijekom ukinula odredbe o zastari za ta djela koja se odnose na Domovinski rat, a temeljem kojih je 2012. nepravomoćno osuđen bivši premijer Ivo Sanader.